# Chris Stainton

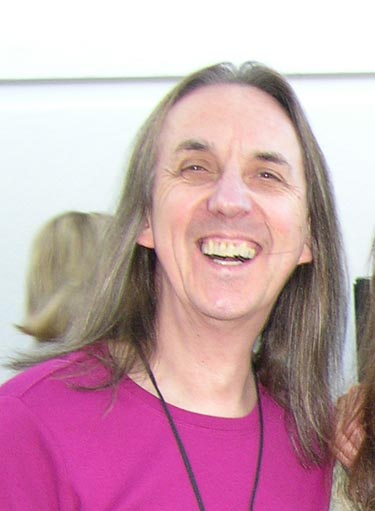
Chris Stainton, 2009

Christopher „Chris“ Stainton (* 22. März 1944 in Woodseats, Sheffield, England) ist ein britischer Musiker und Songschreiber, der zunächst als Bassgitarrist, später vor allem als Keyboarder in verschiedenen Bands aktiv war. Lange Jahre gehörte er zur Begleitband von Joe Cocker, mit dem er unter anderem dessen ersten Hit „Marjorine“ schrieb.

## Biografie
Stainton startete seine Karriere im Jahr 1959 als Bassist in der britischen Band Johnny Storm and the Mariners, die sich später in Johnny Tempest & the Cadillacs umbenannten. Ab 1966 war er Mitglied von Joe Cocker & The Grease Band. Er schrieb diverse Songs mit Cocker, unter anderem war er Co-Autor des Songs „Marjorine“, den Stainton und Cocker mit diversen Sessionmusikern (darunter Albert Lee und Jimmy Page)
aufnahmen und der 1968 unter Cockers Namen als Single veröffentlicht wurde; mit einer Notierung auf Platz 48 der Top 50 wurde „Marjorine“ Cockers erster Hit in den britischen Charts. Im selben Jahr nahmen sie das Album With a Little Help from My Friends auf; neben Marjorine trug Stainton darauf als Songschreiber zu zwei weiteren Liedern bei. Mit Songs unter anderem aus dem Repertoire dieser und der folgenden Langspielplatte Joe Cocker! traten Cocker und die Grease Band am 17. August 1969 als erster Act des dritten Tags auf dem Woodstock-Festival auf.
Ab 1970 widmeten sich die Grease-Band-Mitglieder nicht nur diesem einen Projekt, sondern spielten alle nebenher für verschiedene Musiker oder Bands. So gehörte Stainton 1970 zum Lineup der Spooky Tooth; im selben Jahr war er aber weiter mit Cocker auf der Mad-Dogs-and-Englishmen-Tournee und dem gleichnamigen Album aktiv. 1972 wurde aus der Grease Band die Chris Stainton Band. Ab 1974 spielte er in Glen Turner’s Tundra, die er auch, gemeinsam mit Chris Kimsey, produzierte, und ab 1975 wieder mit der neu formierten Grease Band. Danach spielte er unter anderem für die Band Boxer, Bryn Haworth und Maddy Prior. Ab 1979 war er regelmäßiges Mitglied in Eric Claptons Band, tourte gemeinsam mit Clapton und Roger Waters; ab 1989 spielte er daneben auch erneut mit Joe Cocker. Am 29. November 2002 war er einer der Musiker beim Concert for George, dem Konzert für den ein Jahr zuvor verstorbenen George Harrison.
Seither tourt er regelmäßig mit Clapton oder  Bill Wyman’s Rhythm Kings.

## Diskografie (Auszug)
Alben, an denen Stainton als Musiker beteiligt war
Joe Cocker
- 1969: With a Little Help from My Friends
- 1969: Joe Cocker!
- 1970: Mad Dogs and Englishmen (live)
- 1972: Something to Say
- 1989: One Night of Sin
- 1990: Joe Cocker Live
- 1991: Night Calls
- 1994: Have a Little Faith
- 1996: Organic

Spooky Tooth
- 1970: The Last Puff

Leon Russell
- 1970: Leon Russell
- 1971: And the Shelter People

The Who
- 1971: Meaty, Beaty, Big and Bouncy
- 1973: Quadrophenia
- 1975: Tommy (Filmsoundtrack)

The Grease Band
- 1971: The Grease Band
- 1975: Amazing Grease

Jim Capaldi
- 1974: Whale Meet Again

Bryn Haworth
- 1975: Sunny Side of the Street
- 1979: Keep the Ball Rolling

Glen Turner’s Tundra
- 1976: Tundra

Boxer
- 1975: Below the Belt
- 1977: Absolutely
- 1979: Bloodletting

Maddy Prior
- 1978: Changing Winds

Pete Townshend
- 1982: All the Best Cowboys Have Chinese Eyes

Gary Brooker

- 1982: Lead me to the Water

Bryan Ferry
- 1993: Taxi

Eric Clapton
- 1980: Just One Night
- 1994: From the Cradle
- 1998: Pilgrim
- 2004: Me and Mr. Johnson, Sessions for Robert J
- 2005: Back Home
- 2007: Crossroads Guitar Festival 2007
- 2013: Old Sock
- 2016: I Still Do
- 2021: The Lady in the Balcony
- 2023: Crossroads Guitar Festival

Eric Clapton & Steve Winwood
- 2009: Live from Madison Square Garden

Eric Clapton & Wynton Marsalis
- 2011: Play the Blues: Live from Jazz at Lincoln Center